# Rhacophorus prominanus
Rhacophorus prominanus és una espècie de granota que viu a Indonèsia, Malàisia i Tailàndia.